# طراد جيورجيوس أفيروف المدرع
الطراد المدرع جيورجيوس أفيروف (باليونانية: Γεώργιος Αβέρωφ) هو طراد مدرع من فئة بيزا خدم كسفينة قيادة لسلاح البحرية اليونانية الملكية لقرابة أربعة عقود بدأ من العام 1911 حتى خروجه من الخدمة في 1 أغسطس 1952.
يبلغ طول الطراد أفيروف 140 متر وعرض 21 متر وتبلغ إزاحته حوالي 10,000 طن، سلح ببرجين في كل برج مدفعين عيار 234 ملم وبرجين في كل برج 4 مدافع من عيار 190 ملم إضافة إلى 16 مدفع من عيار 76 ملم و4 مدافع عيار 46 ملم و3 أنابيب طوربيد عيار 430 ملم. بعد الحرب العالمية الأولى خضع أفيروف لإعادة بناء في فرنسا ما بين 1925-1927 أعيد فيها تسليحه وتزويده بمدافع مضادة للطائرات.

## التاريخ
بعد انتهاء الحرب العثمانية اليونانية عام 1897 تزايد اهتمام الحكومة اليونانية بأسطولها البحري فمنحته المزيد من الرعاية فاشترت 4 مدمرات حديثة من بريطانيا (إيراكس وبانثر وليون وإيتوس) لتعزيز أسطولها لكن الإضافة المميزة كانت الطراد المدرع أفيروف والذي اشترته من إيطاليا.
وكانت الحكومة الإيطالية قد تعاقدت على شراء 3 طراريد من فئة بيزا بنيت في ليفورنو في إيطاليا إلا أن الطراد الثالث ألغي نتيجة صعوبات تتعلق بالميزانية فقامت الحكومة اليونانية بشراء الطراد ودفعت كدفعة أولى ثلث المبلغ بقيمة 300 ألف باوند إسترليني وزود الطراد بمدافع بريطانية ومحركات فرنسية وتجهيزات ألمانية، أطلق الطراد في 12 مارس 1910 ودخل الخدمة في 1 سبتمبر 1911 تحت اسم جيورجيوس أفيروف نسبة إلى رجل الأعمال اليوناني جيورجيوس أفيروف.
شارك أفيروف بحرب البلقان الأولى عام 1912 والحرب العالمية الأولى، بعد الحرب العالمية الأولى خضع الطرد أفيروف لإعادة بناء في فرنسا ما بين أعوام 1925 و1927 تضمنت إعادة تسليحه وتزويدة بمدافع مضادة للطائرات، تم إخراج أفيروف من الخدمة في 1 أغسطس 1952 بعد أن قضى قرابة الأربع عقود في سلاح البحرية اليونانية، وهو حاليا في متحف للسفن البحرية بالقرب من أثينا.

## صور
|  |  |
|  |  |